# Galaxy Supernova
"Galaxy Supernova" (tạm dịch: Siêu tân tinh thiên hà) là đĩa đơn tiếng Nhật thứ tám của nhóm nhạc nữ Hàn Quốc Girls' Generation, được phát hành vào ngày 18 tháng 9 năm 2013 tại Nhật Bản. Sau khi đứng đầu bảng xếp hạng đặt trước của Tower Record, đĩa đơn đạt vị trí thứ 4 trên bảng xếp hạng đĩa đơn hàng ngày của Oricon một ngày trước khi được phát hành và sau đó vươn lên vị trí thứ nhất.

## Lịch sử
Việc phát hành "Galaxy Supernova" được công bố vào ngày 11 tháng 8 năm 2013. Đĩa đơn được phát hành dưới hai phiên bản: phiên bản thông thường chỉ bao gồm CD và phiên bản giới hạn bao gồm cả CD và DVD.
Trang web tiếng Nhật của Girls' Generation cũng cho biết rằng "Galaxy Supernova" sẽ được sử dụng trong một chiến dịch quảng cáo cho Samantha Thavasa Jeans, nhãn hiệu quần jeans đầu tiên của Samantha Thavasa, một công ty thời trang Nhật Bản.

## Video âm nhạc
Phiên bản vũ đạo và phiên bản chính thức của video âm nhạc cho "Galaxy Supernova" được ra mắt lần lượt vào ngày 4 và ngày 5 tháng 9 năm 2013.

## Quảng bá
Girls' Generation đã biểu diễn "Galaxy Supernova" và "Gee" tại Tokyo trong ngày phát hành của đĩa đơn này và tổ chức sự kiện "Premium Talk" vào ngày 19 tháng 9 năm 2013 tại Osaka. Nhóm cũng có một sự kiện dành cho 500 người đã mua đĩa đơn vào ngày 4 tháng 11 năm 2013 tại Tokyo.

## Doanh số
"Galaxy Supernova" đạt vị trí thứ nhất trên bảng xếp hạng đặt trước của Tower Record. Bài hát lọt vào vị trí thứ tư trên bảng xếp hạng đĩa đơn hàng ngày của Oricon trong ngày đầu tiên phát hành, but rose to the number one spot afterwards. sau đó vươn lên vị trí đầu bảng trong ngày thứ hai với 14,564 bản.
Trên hai bảng xếp hạng Hot 100 và Adult Contemporary Airplay của Billboard Nhật Bản, "Galaxy Supernova" xuất hiện lần đầu tiên lần lượt ở các vị trí thứ 38 và 75.

## Danh sách bài hát
| CD               | CD                 | CD                                                                                             | CD                                                                                             | CD               | CD         |
| STT              | Nhan đề            | Phổ lời                                                                                        | Phổ nhạc                                                                                       | Biên soạn        | Thời lượng |
| ---------------- | ------------------ | ---------------------------------------------------------------------------------------------- | ---------------------------------------------------------------------------------------------- | ---------------- | ---------- |
| 1.               | "Galaxy Supernova" | Kamikaoru, Frederik Tao Nordsoe Schjoldan, Fridolin Nordsoe Schjoldan, Martin Hoberg Hedegaard | Kamikaoru, Frederik Tao Nordsoe Schjoldan, Fridolin Nordsoe Schjoldan, Martin Hoberg Hedegaard | Jeff Miyahara    | 03:09      |
| 2.               | "Do the Catwalk"   | Junji Ishiwatari                                                                               | Kanata Okajima, Andreas Öberg, Maria Marcus                                                    | Maria Marcus     | 04:01      |
| Tổng thời lượng: | Tổng thời lượng:   | Tổng thời lượng:                                                                               | Tổng thời lượng:                                                                               | Tổng thời lượng: | 07:10      |

| DVD (Phiên bản First Press Limited) | DVD (Phiên bản First Press Limited) | DVD (Phiên bản First Press Limited) | DVD (Phiên bản First Press Limited) |
| STT                                 | Nhan đề                             | Đạo diễn                            | Thời lượng                          |
| ----------------------------------- | ----------------------------------- | ----------------------------------- | ----------------------------------- |
| 1.                                  | "Galaxy Supernova" (Video âm nhạc)  | Toshiyuki Suzuki                    |                                     |

## Bảng xếp hạng

### Oricon
| Ngày phát hành      | Bảng xếp hạng         | Thứ hạng cao nhất | Doanh số khởi đầu | Tổng doanh số |
| ------------------- | --------------------- | ----------------- | ----------------- | ------------- |
| 18 tháng 9 năm 2013 | Daily Singles Chart   | 1                 | 50,793            | 68,358        |
| 18 tháng 9 năm 2013 | Weekly Singles Chart  | 3                 | 50,793            | 68,358        |
| 18 tháng 9 năm 2013 | Monthly Singles Chart | 8                 | 50,793            | 68,358        |
| 18 tháng 9 năm 2013 | Yearly Singles Chart  | —                 | 50,793            | 68,358        |

### Billboard Japan
| Bảng xếp hạng                              | Thứ hạng cao nhất |
| ------------------------------------------ | ----------------- |
| Billboard Japan Adult Contemporary Airplay | 6                 |
| Billboard Japan Hot Top Airplay            | 22                |
| Billboard Japan Hot Singles Sales          | 2                 |
| Billboard Japan Hot 100                    | 4                 |

## Lịch sử phát hành
| Khu vực   | Ngày phát hành      | Định dạng        | Hãng đĩa                            |
| --------- | ------------------- | ---------------- | ----------------------------------- |
| Nhật Bản  | 11 tháng 9 năm 2013 | Digital Download | Nayutawave Records, Universal Music |
| Nhật Bản  | 18 tháng 9 năm 2013 | CD, tải nhạc số  | Nayutawave Records, Universal Music |
| Hồng Kông | 25 tháng 9 năm 2013 | CD               | Universal Music                     |
| Đài Loan  | 7 tháng 10 năm 2013 | CD               | Universal Music                     |